# Đại học Lund
Đại học Lund (tiếng Thụy Điển: Lunds universitet), nằm ở thành phố Lund, tỉnh Scania, Thụy Điển, là một trong những trường đại học Bắc Âu danh giá nhất  và là một trong các tổ chức lớn nhất về giáo dục và nghiên cứu ở vùng Scandinavia,, thường xuyên được xếp hạng trong top 100 trường đại học hàng đầu thế giới. Trường đại học được thành lập năm 1666 và là trường đại học lâu đời thứ hai tại Thụy Điển (trước đó là Đại học Uppsala thành lập vào năm 1477), tuy nhiên tiền thân của nó là một studium generale được thành lập năm 1438 tại Lund.
Đại học Lund có tám khoa, với các cơ sở phụ tại các thành phố Malmö và Helsingborg, với 47.000 sinh viên trong hơn 274 chương trình khác nhau và 2000 các khóa học riêng biệt. Nó là thành viên của Liên đoàn các Đại học nghiên cứu châu Âu cũng như mạng lưới toàn cầu Universitas 21.
Khuôn viên đại học truyền thống tọa lạc tại công viên Lundagård tiếp giáp với Nhà thờ chính tòa Lund, các khoa và trung tâm phân bố khắp các nơi trong thành phố, nhưng chủ yếu tập trung ở vành đai phía bắc kéo dài từ công viên kết nối với các khu vực bệnh viện đại học và tiếp tục ra ngoại vi phía đông bắc của thành phố, trong đó có khuôn viên rộng lớn của Trường Kỹ thuật (LTH).

## Các gương mặt nổi bật
Lars Hörmander (1931-2012) là nhà Toán học có đóng góp quan trọng cho cơ sở của Lý Thuyết Phương Trình Đạo hàm riêng, nhận Huân Chương Fields năm 1962. Ông bảo vệ bằng tiến sĩ ở Lund năm 1955 và làm giáo sư ở đây từ năm 1968 đến 1996 khi ông nghỉ hưu.
Marcel Riesz (1886-1969), là nhà Toán học nổi tiếng với các định lý Riesz, hàm Riesz, trung bình Riesz và thế Riesz, ông là em trai của nhà Toán học Frigyes Riesz, ông cũng là giáo sư hướng dẫn của Lars Hörmander.
Manne Siegbahn (1886-1978) là nhà Vật Lý được trao tặng giải Nobel Vật Lý năm 1924 về các khám phá và nghiên cứu về tia X. Con trai của ông là Kai Siegbahn cũng đạt giải Nobel Vật Lý trong lãnh vực này năm 1981. Ông bảo vệ tiến sĩ ở Lund năm 1911, ông làm giáo sư ở đây cho tới năm 1922.
Oskar Klein (1894-1977) là nhà Vật lý lý thuyết nổi tiếng với lý thuyết Kaluza–Klein, phương trình Klein–Gordon, phương pháp Rydberg–Klein–Rees. Ông giảng dạy ở Lund từ năm 1926 đến 1930.
Bertil Ohlin (1899-1979), giải Nobel Kinh tế năm 1977 cho những đóng góp đột phá vào lý luận thương mại quốc tế và dịch chuyển vốn quốc tế. Ông tốt nghiệp bằng cử nhân ở Lund năm 1917.
Sune Bergström (1916-2004), Giải Nobel Sinh lý và Y khoa năm 1982 chung với Bengt I. Samuelsson và John Robert Vane cho các phát hiện liên quan tới các prostaglandin cùng các chất liên quan. Ông là giáo sư ở Lund từ năm 1947 đến 1958.
Arvid Carlsson (1923-2018), Giải Nobel Sinh lý và Y khoa năm 2000 chung với Eric Kandel và Paul Greengard vì các nghiên cứu về hoạt chất dần truyền thần kinh dopamin và tác động của nó đến bệnh Parkinson. Ông bảo vệ luận văn tiến sĩ ở Lund năm 1951 và giảng dạy ở đây cho tới năm 1958.
V. Walfrid Ekman (1874-1954), nhà Hải dương học nổi tiếng với xoắn ốc Ekman, số Ekman. Ông là giáo sư ở Lund từ năm 1910 đến khi ông nghỉ hưu năm 1939.
Carl Linnaeus (1707 – 1778) là một nhà thực vật học, một bác sĩ kiêm nhà động vật học. Ông được biết đến như là cha đẻ của hệ thống phân loại hiện đại ngày nay. Ông cũng được tôn vinh là một trong những người tiên phong của ngành sinh thái học hiện đại và được tôn vinh là "Hoàng tử của giới thực vật học". Ông là sinh viên ở Lund từ năm 1727 đến 1728.